# Iringa (regio)
Iringa is een van de 31 administratieve regio's van Tanzania. De regionale hoofdstad is Iringa. De totale oppervlakte bedraagt 35.503 km². Iringa heeft 941.238 inwoners volgens de volkstelling van 2012. De regio Iringa omvat het Ruaha National Park, het op een na grootste park van Tanzania, dat vele wilde dieren bevat en ongeveer 7.500 bezoekers per jaar trekt. 
Iringa is verdeeld in drie districten: Iringa, Kilolo en Mufindi.
In 2012 werd de regio Njombe van Iringa afgesplitst.